# Hermann Weingärtner
Hermann Weingärtner (Német Birodalom, Brandenburg, Frankfurt an der Oder, 1864. augusztus 27. – Németország, Brandenburg, Frankfurt an der Oder, 1919. december 22.) háromszoros olimpiai bajnok német tornász.
Az 1896. évi nyári olimpiai játékokon indult tornában. 7 számban vett részt. Csapat korlátgyakorlatban, csapat nyújtógyakorlatban és nyújtógyakorlatban aranyérmes lett. Gyűrűgyakorlatban és lólengésgyakorlatban ezüstérmet szerzett. Ugrásgyakorlatban bronzérmet szerzett.
1919 végén hunyt el: megfulladt, miközben ki akart menteni egy fuldokló embert az Oderából.